# George Pollard, Jr.
George Pollard Jr. (1791-1870) fue el capitán de los balleneros Essex y Two Brothers, ambos hundidos. La vida de Pollard, incluido su encuentro con el cachalote que hundió el Essex, sirvió de inspiración para el Capitán Ahab, el personaje obsesionado con las ballenas en Moby-Dick de Herman Melville.

## Biografía
George Pollard nació en Nantucket, Massachusetts, hijo de Tamar (Bunker) y George Pollard, capitán de un barco, en una época en que la principal industria era la caza de cachalotes para cosechar el aceite contenido en su grasa y espermaceti. Para cuando tenía 23 años, había servido en el Essex durante cuatro años en las capacidades de segundo oficial y primer oficial desde 1815-1819.
Pollard recibió el mando del ballenero Two Brothers que lo había traído a casa, y este viaje también terminó en desastre cuando el barco chocó contra las rocas frente a French Frigate Shoals, Hawái, y se hundió. Esto puso fin a la carrera ballenera de Pollard. En 2011, unos investigadores anunciaron que han encontrado los restos de los Two Brothers. Se encontraron docenas de artefactos: puntas de arpón, lanzas balleneras y tres anclas intactas.
Tras el rescate del hundimiento de Two Brothers regresó a Nantucket, donde se instaló en una vida sosegada, tranquila y decididamente no marinera, aunque otros marineros calladamente lo consideraron un "Jonás", o un marinero desventurado.Hizo un solo viaje en un barco mercante y luego pasó el resto de su vida como vigilante nocturno en Nantucket. 
Acerca de estos eventos desafortunados, Nathaniel Philbrick, historiador marítimo y autor de "In the Heart of the Sea" dijo: "Los capitanes balleneros de Nantucket eran famosos por ser lo que se llamaba 'hombres a pescado', lo que significa que no les importaba lo que estaba involucrado...Estaban programados para traer ballenas, porque las ballenas significaban dinero". Según Philbrick, Pollard, sin embargo, era diferente, "un poco más contemplativo" a pesar de ganarse su primer timón, el Essex a la temprana edad de 28 años. "Definitivamente se ganó el respeto de sus hombres", aclara Philbrick, concluyendo: "Pero tuvo dos veces la mala suerte". 
Era comprensiblemente tímido, según un relato de Thomas Nickerson, que había estado en el Essex y casi se muere de hambre en el mar después de que se hundió, pero aun así se volvió a subir para otro viaje con Pollard. Siguiendo con el relato de Nickerson, el capitán (Pollard) se quedó paralizado en la cubierta del Two Brothers después de que el barco comenzó a hundirse y tuvo que ser prácticamente arrastrado a un ballenero más pequeño. "Su capacidad de razonamiento había volado", escribió Nickerson más tarde.
La Dra. Kelly Gleason aclaró que le impresionó que Pollard incluso regresara en un bote, considerando el canibalismo de su primer viaje: "¿Te imaginas a este hombre que tuvo el coraje de volver al mar y que esto sucediera?...Es increíble."
En la década de 1850, recibió la visita de Herman Melville, el cual también había sido ballenero, buscó a Pollard y encontró, según Nathaniel Philbrick, una especie de alma gemela en Pollard. Según Philbrick "Ambos habían experimentado lo último en términos de vida...y luego continuaron silenciosamente en sus vidas ignorados por todos". Herman Melville es citado por la Asociación Histórica de Nantucket diciendo de Pollard: "Para los isleños él era un don nadie. Para mí, el hombre más impresionante, aunque completamente modesto, incluso humilde, que jamás haya conocido".
Pollard murió, solo pero amado por sus compañeros de Nantucketers, en 1870.

## BalleneroEssex
En 1819, Pollard fue nombrado capitán de Essex por los propietarios, Gideon Folger and Sons, y se preparó para zarpar hacia el Océano Pacífico en agosto. Otros miembros de la tripulación de 21 hombres incluyeron a Owen Chase como primer oficial, Matthew Joy como segundo oficial y otros seis hombres de Nantucket. Entre ellos se encontraba Owen Coffin, el primo de Pollard, de diecisiete años, cuyo cuidado y protección le había confiado su tía, Nancy Bunker Coffin. Para completar la tripulación, hubo que reclutar a otros de Cape Cod y Boston. Estos eran marineros sin experiencia y los Nantucketers los conocían como "manos verdes".
Cuatro días después de salir de Nantucket, el barco fue golpeado por una tormenta repentina y sufrió un derribo, después de haber sido girado casi noventa grados de lado. Dos de los botes balleneros del barco se perdieron y otro resultó dañado. Este percance fue causado en parte por errores de cálculo por parte de Pollard y sus oficiales, y en parte por la inexperiencia de la tripulación. Pollard declaró que el daño era tan extenso que debían regresar a Nantucket para reparaciones, pero Chase y Joy lo persuadieron de ir hacia las Azores y esperar reemplazar los botes balleneros allí.
Después de una travesía difícil por el Cabo de Hornos, el Essex llegó al Océano Pacífico en enero de 1820. El 20 de noviembre de 1820, en una zona remota del océano, a unas 1.500 millas náuticas (2.800 km) al oeste de las Islas Galápagos, el Essex fue atacado dos veces por un enorme cachalote, estimado en 85 pies (26 m) de largo. Con solo tres armadores y la tripulación del ballenero de Chase a bordo para reparar su embarcación dañada, el Essex comenzó a hacer agua después de la segunda colisión con la ballena. La tripulación abandonó el barco que se hundía, llevándose el equipo de navegación y los cofres marinos de Pollard y Chase. Mientras tanto, Pollard y Joy estaban cazando ballenas más pequeñas cerca del barco y, a su regreso, encontraron que el Essex se había hundido. La tripulación cortó los mástiles (un movimiento necesario que permitiría que el barco se mantuviera erguido durante más tiempo) y equipó los botes balleneros con velas y mástiles utilizando los mástiles y las velas del Essex. También se apresuraron a recuperar las provisiones que pudieron y las dividieron en partes iguales para que cada ballenero tuviera 200 libras de tacos, 65 galones de agua dulce y dos tortugas de Galápagos. La tripulación se dividió en tres botes balleneros comandados por Pollard, Chase y Joy y zarpó con provisiones que se estima que duraron 60 días. Pollard, Chase y Joy establecieron un consejo para decidir en qué dirección navegar. Las islas más cercanas eran las Islas Marquesas, a unas 1.200 millas (1.900 km) al oeste de su posición, pero en aquellos días se creía que los habitantes practicaban el canibalismo. Pollard sugirió navegar a las Islas de la Sociedad, que estaban más lejos pero se suponía que eran más seguras. Sin embargo, con el argumento de que en realidad se sabía muy poco sobre estas islas, Chase y Joy no estuvieron de acuerdo, proponiendo en cambio navegar hacia el sur lo suficiente para recoger una banda de brisas variables que los llevaría a Sudamérica. Una vez más, el capitán Pollard cedió de mala gana a sus argumentos.
El 20 de diciembre, al borde de la inanición, las tripulaciones de los tres botes balleneros llegaron a lo que creían que era la isla Ducie, pero que en realidad era la isla Henderson. Después de siete días, agotaron el escaso suministro de alimentos de la isla y decidieron que la isla no podía sostenerlos y, a regañadientes, zarparon nuevamente. Tres de los hombres optaron por permanecer en la isla y finalmente fueron rescatados por el buque mercante Surry.
Navegando hacia el este hacia Sudamérica, Pollard y Chase habían visto cómo la salud de Matthew Joy empeoraba. Fue trasladado al barco de Pollard y poco después murió. Obed Hendricks recibió el mando del barco de Joy, y los tres barcos siguieron navegando hasta que una noche, durante un vendaval, el barco de Chase se separó de los otros dos. El 20 de enero de 1821, un miembro de la tripulación, Lawson Thomas, murió justo cuando los barcos de Pollard y Hendricks habían llegado al final de sus provisiones. Fue en este punto que para sobrevivir a su terrible experiencia, los hombres recurrieron al canibalismo. Mientras otros miembros de la tripulación murieron, sus cuerpos fueron devorados por turnos hasta que solo cuatro hombres quedaron vivos en el bote de Pollard. Uno de ellos, Charles Ramsdell, propuso que se hiciera un sorteo para determinar quién debía ser asesinado para que el resto pudiera sobrevivir. Pollard al principio se resistió a esta sugerencia, pero luego cedió ante la mayoría. La suerte recayó en su primo Owen Coffin y se volvieron a sortear para determinar quién sería el verdugo de Coffin. Ramsdell dibujó la mancha negra y Coffin recibió un disparo y sus restos comidos. Tras la muerte de Barzillai Ray unos días después, Pollard y Ramsdell zarparon y fueron rescatados el 23 de febrero por el ballenero Dauphin y llevados a Valparaíso. Allí se reunieron con los supervivientes del barco de Chase, el propio Chase, Benjamin Lawrence y Thomas Nickerson, grumete del Essex, que había sido rescatado por el buque mercante británico Indian.
A su regreso a Nantucket el 5 de agosto a bordo del ballenero Two Brothers, Pollard tuvo que enfrentarse a Nancy Bunker Coffin, quien estaba angustiada ante la idea de que Pollard estaba vivo como consecuencia de la muerte de su hijo. 

## En la cultura popular
El primer oficial Chase y un escritor fantasma escribieron un relato de la terrible experiencia titulada Narrativa del naufragio más extraordinario y angustioso del barco ballenero Essex. Esto se publicó poco después del regreso de los sobrevivientes y fue una inspiración para el clásico de Herman Melville, Moby-Dick (1851). Mucho más tarde, el chico de cabina Nickerson escribió su propio relato sobre el viaje La pérdida del barco Essex hundido por una ballena y la prueba de la tripulación en botes abiertos. Su manuscrito se perdió durante casi un siglo, pero fue descubierto, autenticado y publicado en 1984. Nathaniel Philbrick escribió un relato de la terrible experiencia, utilizando las obras de Chase y Nickerson, en el libro de no ficción de 2000, En el corazón del Mar: La tragedia del ballenero Essex.
El material original de Moby Dick se inspiró en adaptaciones cinematográficas a mediados de la década de 2010, ya que dos de ellas se lanzaron en rápida sucesión y en las que se retrató al propio George Pollard.
En 2013, la película para televisión The Whale se transmitió en BBC One el 22 de diciembre, en la que un anciano Thomas Nickerson relató los eventos de Essex. Pollard fue interpretado por Adam Rayner.
En 2015, se estrenó el 11 de diciembre una película, In The Heart of the Sea, dirigida por el ganador del Oscar Ron Howard, y en la que Pollard fue interpretado por Benjamin Walker.
Un documental dramatizado titulado Revenge of the Whale, fue producido y transmitido el 7 de septiembre de 2001 por NBC. El personaje de Pollard fue interpretado por el actor Jordan Gelber.